# 派兰-欧格蒙泰勒
派兰-欧格蒙泰勒（法語：Payrin-Augmontel，法語發音：[pɛʁɛ̃ oɡmɔ̃tɛl]）是法国奧克西塔尼大區塔恩省的一个市镇，属于卡斯特尔区。该市镇主要由派兰（Payrin）和欧格蒙泰勒（Augmontel）两地组成。

## 地理
派兰-欧格蒙泰勒（43°31'7"N, 2°20'57"E）面积12.84 平方千米，位于法国奧克西塔尼大區塔恩省，该省份为法国南部内陆省份，北起顺时针与阿韦龙省、埃罗省、奥德省、上加龙省和塔恩-加龙省接壤。
与派兰-欧格蒙泰勒接壤的市镇（或旧市镇、城区）包括：艾格丰德、欧西永、科卡利耶尔、诺阿亚克、蓬德拉恩、瓦尔迪朗克。
派兰-欧格蒙泰勒的时区为UTC+01:00、UTC+02:00（夏令时）。

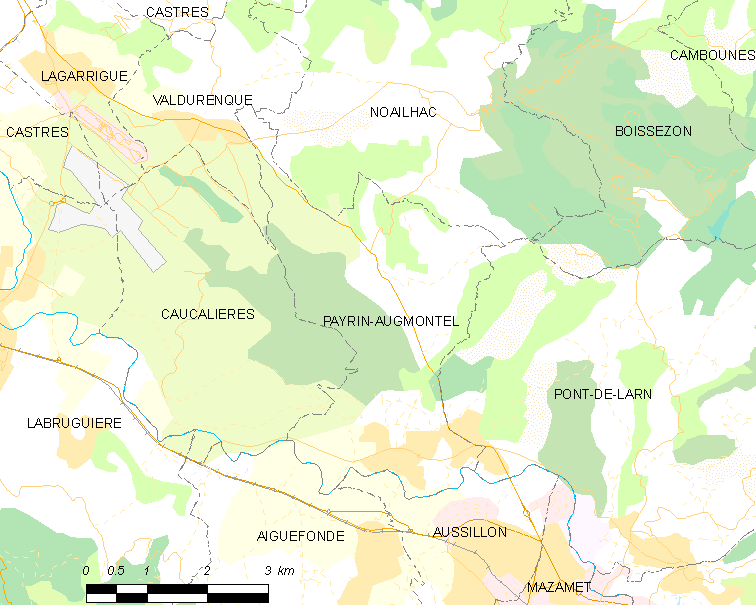
派兰-欧格蒙泰勒的OSM定位图

## 行政
派兰-欧格蒙泰勒的邮政编码为81660，INSEE市镇编码为81204。

## 政治
派兰-欧格蒙泰勒所属的省级选区为马扎梅第一县。

## 人口

1962-2008年间派兰-欧格蒙泰勒人口变化图示

派兰-欧格蒙泰勒于2022年1月1日时的人口数量为2193人。